# Robert Adler (wynalazca)
Robert Adler (ur. 4 grudnia 1913 w Wiedniu, zm. 15 lutego 2007 w Boise) – fizyk i wynalazca, właściciel ponad 180 patentów, z których najbardziej znany to pilot od telewizora.

## Życiorys

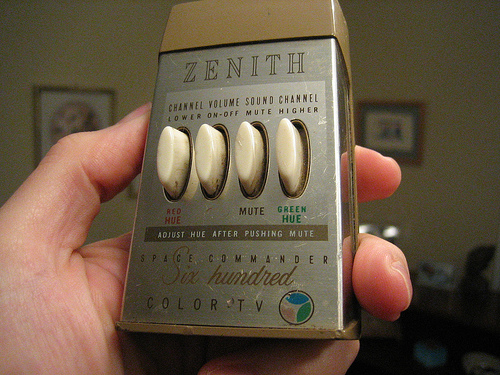
Pilot telewizyjny Zenith Space Commander 600.

Urodził się w rodzinie żydowskiej, jako syn Maxa Adlera i Jenny z domu Herzmark.
W 1937 roku obronił doktorat z fizyki na Uniwersytecie Wiedeńskim, a dwa lata później wyemigrował do Stanów Zjednoczonych z powodu narastających w Austrii nastrojów antysemickich. W 1941 roku zaczął on pracować w dziale badawczym przedsiębiorstwa Zenith Electronics.
Adler był jednym z pionierów badań nad powierzchniowymi falami akustycznymi, technologii wykorzystywanej w telefonach komórkowych. W 1980 roku organizacja Institute of Electrical and Electronics Engineers przyznała mu Medal Edisona.
Ostatni wniosek Adlera o udzielenie patentu dotyczącego ekranów dotykowych, opublikowany został 1 lutego 2007 roku przez United States Patent and Trademark Office.
Adler zmarł z powodu niewydolności serca w wieku 93 lat.